# Anna Walentynowiczová
Anna Walentynowiczová, roz. Lubczyk (15. srpna 1929, Rovno, Polsko – 10. dubna 2010, Pečersk, Rusko) byla polská odborářská aktivistka.

## Životopis
Narodila se v tehdy polském Rovnu. Za druhé světové války osiřela. V roce 1950 začala pracovat v Leninových loděnicích v Gdaňsku. Brzy byla rozčarována z nečinnosti Polské sjednocené dělnické strany, když viděla, že se dělníci nemohou organizovat a že se jejich obavami nikdo nezabývá. Svou aktivní práci zahájila poté, co jeden z jejích vedoucích ukradl peníze od zaměstnanců a použil je v loterii. Ke konci sedmdesátých let a na počátku osmdesátých let byla členkou Svobodných pobřežních odborů. Za účast v ilegálních odborech byla 7. srpna 1980 propuštěna pět měsíců před nástupem do důchodu. V reakci na toto rozhodnutí vedení byla 14. srpna 1980 uspořádána stávka, v jejímž důsledku se do práce vrátila nejen Walentynowiczová, ale i Lech Wałęsa. Walentynowiczová byla členkou Solidarity, ale opustila ji s kritikou Wałesovy politiky. Po pádu komunismu se již politicky neangažovala.
V roce 2000 odmítla gdaňské čestné občanství. V roce 2003 zažádala stát o kompenzaci za svoji perzekuci v osmdesátých letech. V lednu 2005 získala Trumanovu-Reaganovu medaili svobody. V květnu roku 2006 obdržela z rukou bývalého polského prezidenta Lecha Kaczyńskiho nejvyšší polské státní vyznamenání, řád Bílé orlice.
Objevila se také ve čtyřech filmech, kde ztvárnila samu sebe.
Zemřela při leteckém neštěstí u ruského Smolensku dne 10. dubna 2010. Byla pochována na hřbitově 'Cmentarz Srebrzysko' v Gdaňsku.

## Fotogalerie

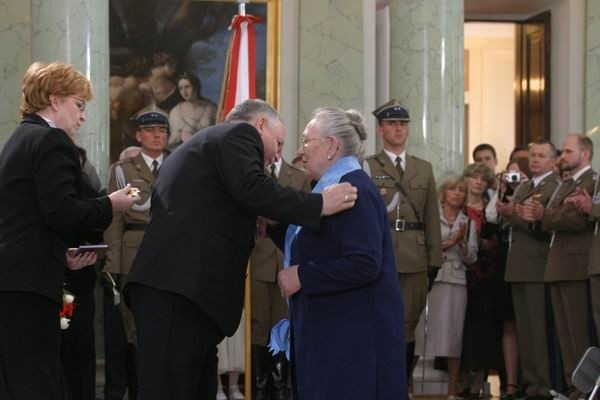
Bývalý polský prezident, Lech Kaczyński, uděluje Anně Walentynowiczové nejvyšší polské státní vyznamenání, řád Bílé orlice (05/2006).

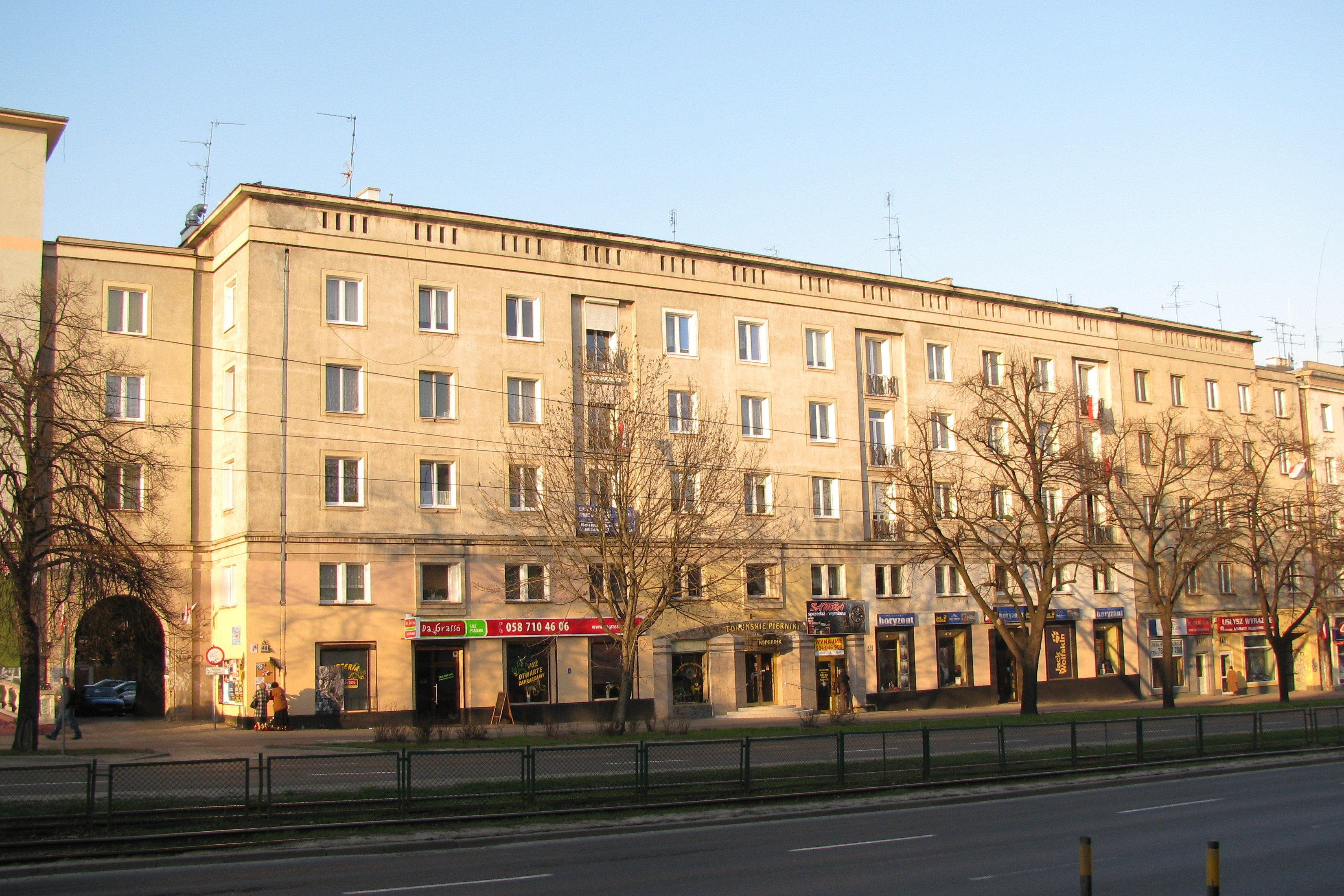
Místo jejího bydliště (Gdaňsk-Wrzeszcz, ul. Grunwaldzka 49)
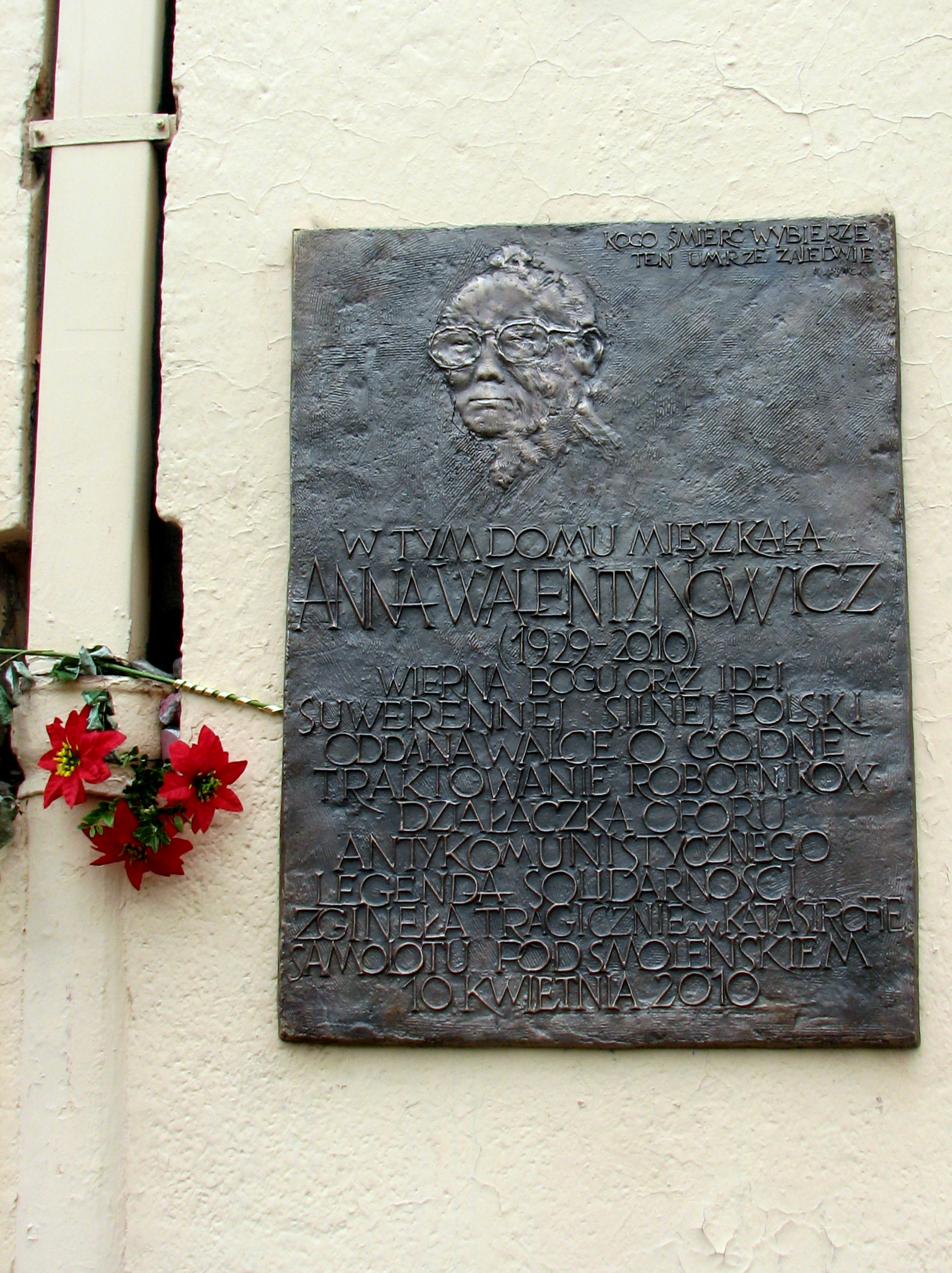
Pamětní deska na domě, kde žila až do své smrti (Gdaňsk-Wrzeszcz, ul. Grunwaldzka 49).
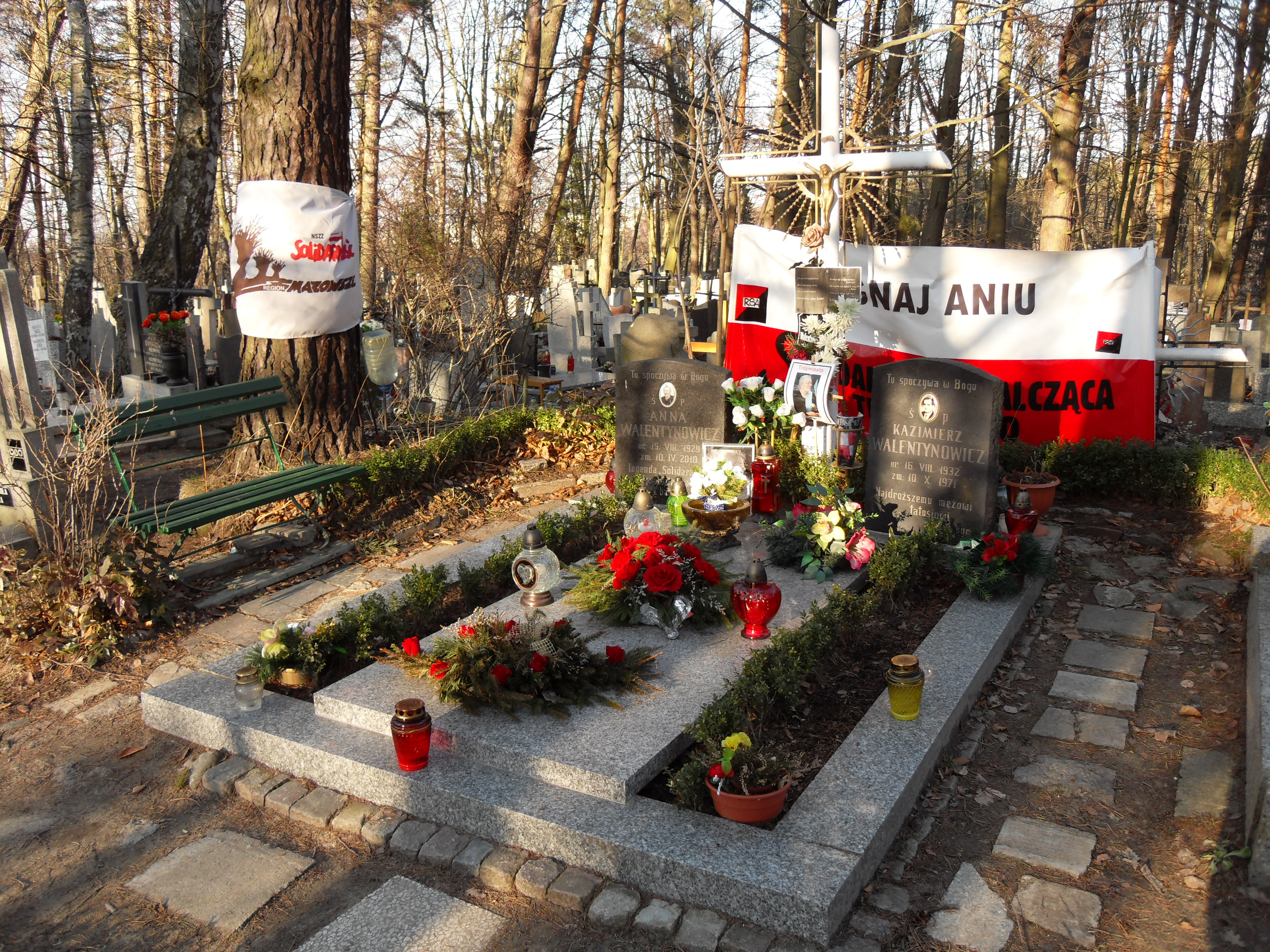
Hrob Anny Walentynowiczové v Gdaňsku (Polsko)
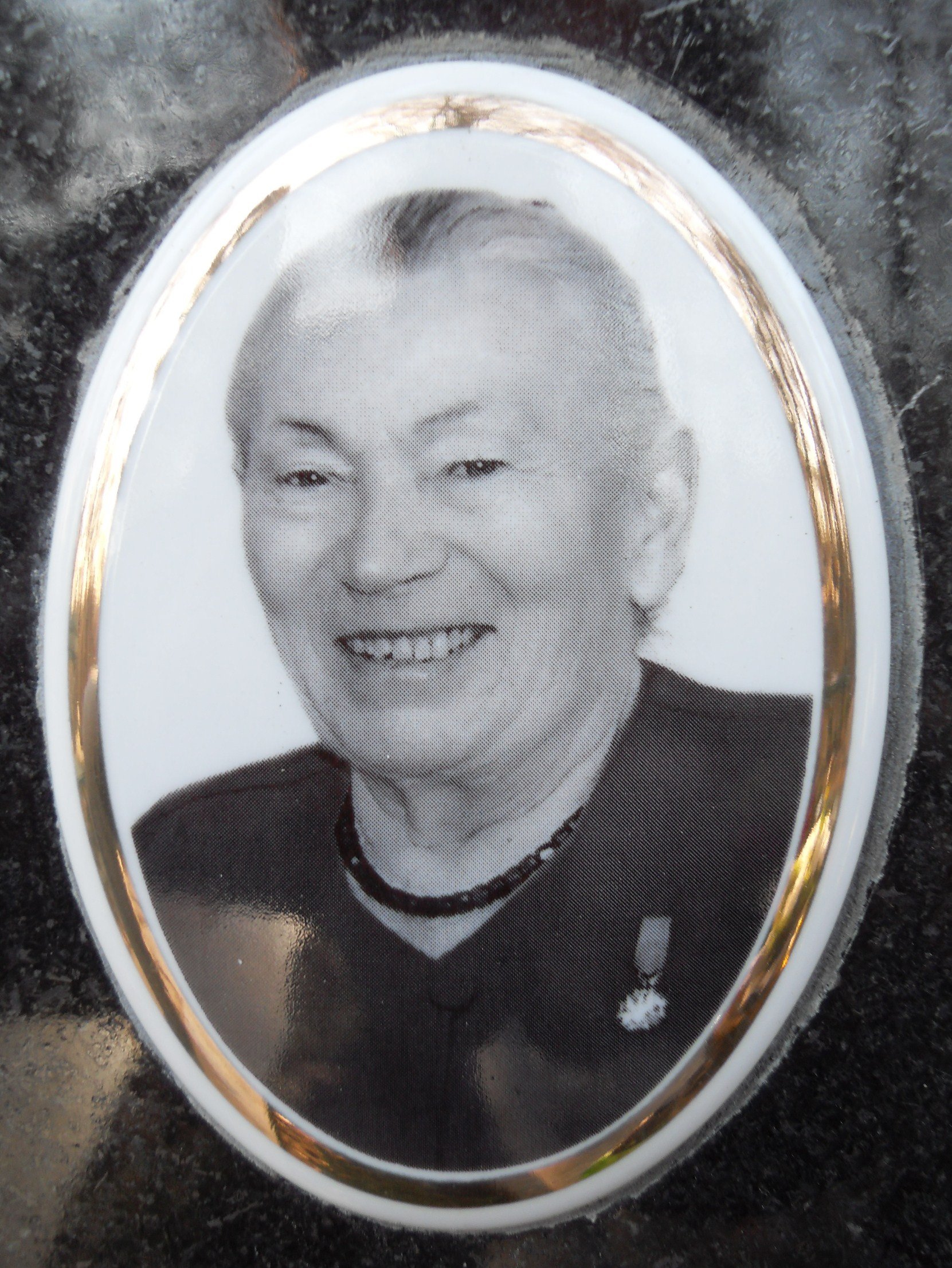
Její medailonek na náhrobku
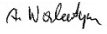
Podpis Anny Walentynowiczové

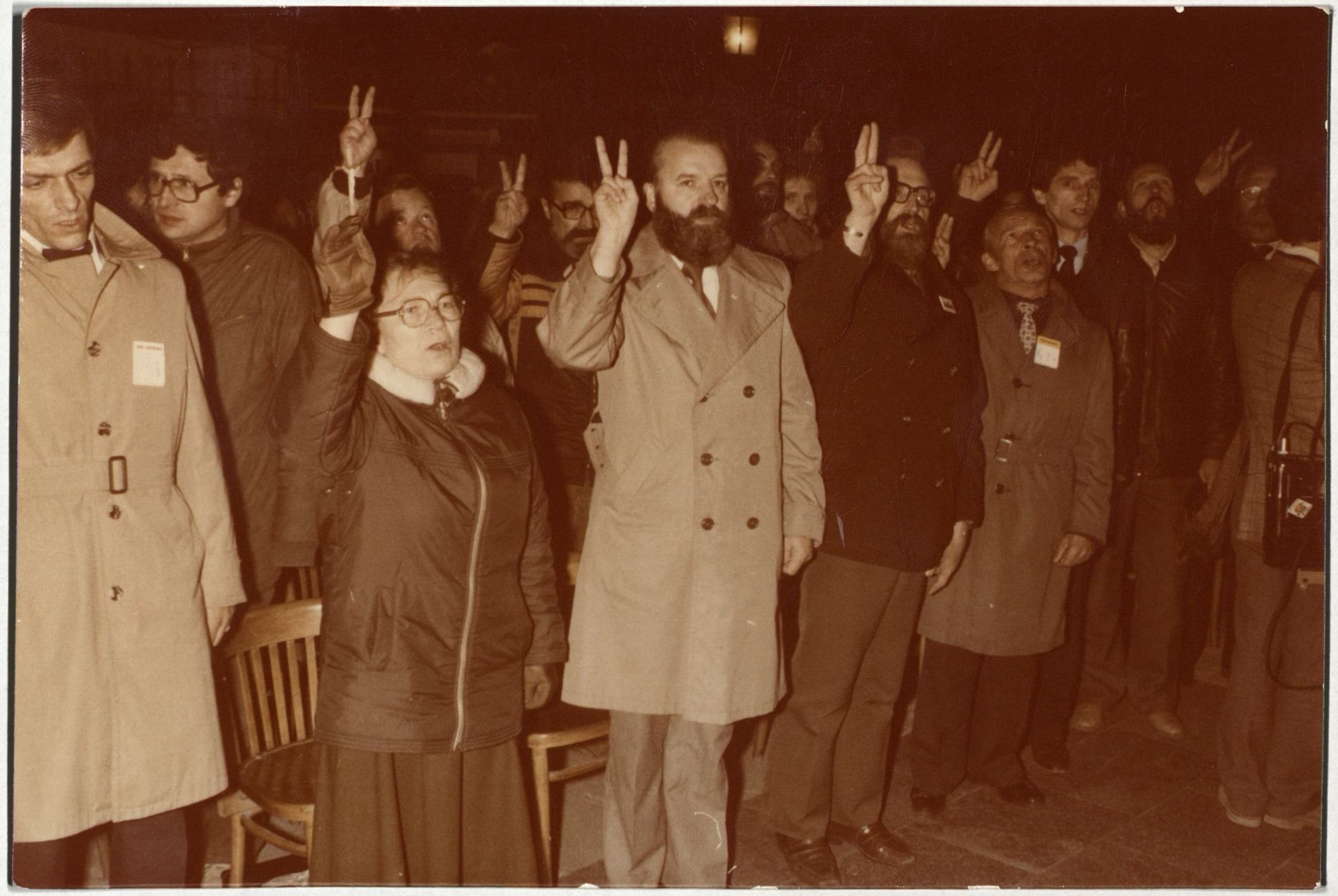
Anna Walentynowicz (žena v popředí)